# Tholosgräber von Gerokambos

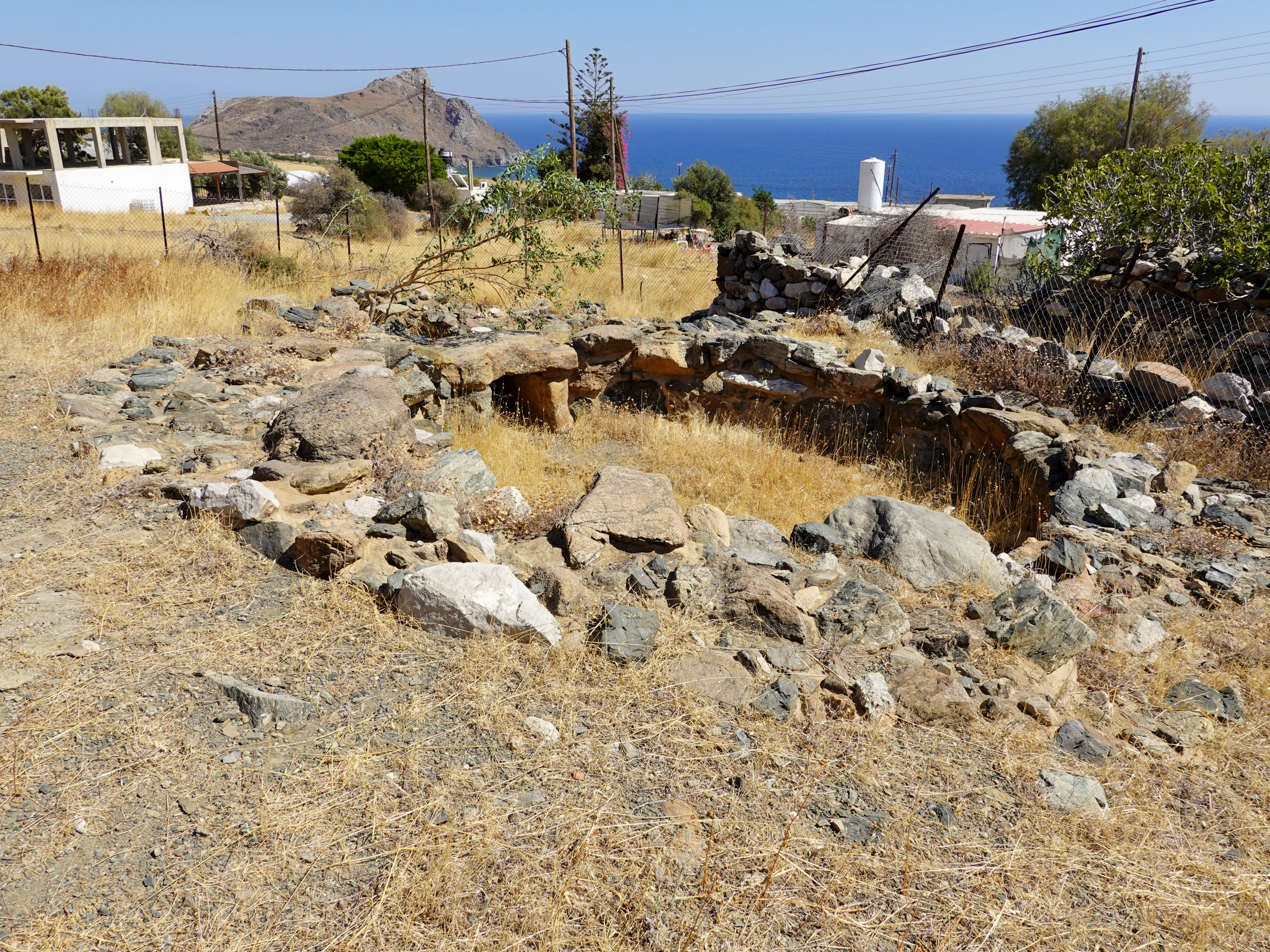
Grabanlage von Nordwesten

Die Tholosgräber von Gerokambos (griechisch Θολωτοί Τάφοι Γερόκαμπου Tholotoi Tafoi Gerokambou) sind die Überreste zweier minoischer Rundgräber mit Anbauten aus der Zeit von etwa 3300 bis 1900 v. Chr. nahe der Südküste der griechischen Insel Kreta. Sie befinden sich in der Gemeinde Gortyna des Regionalbezirks Iraklio, etwa 2,1 Kilometer nordwestlich des Ortes Lendas (Λέντας) am Westrand der Siedlung Gerokambos (Γερόκαμπος). Als Tholos bezeichnet man unter anderem die Rundbauten bronzezeitlicher Kuppelgräber des mediterranen Raumes.

## Lage und Geschichte
Die Tholosgräber von Gerokambos liegen 540 Meter nördlich der Küste auf einer etwa 90 Meter hohen Freifläche, ungefähr 30 Meter nördlich und östlich neben der Straße von Dytiko (Δυτικό) nach Tzingounas (Τζίγκουνας), die dort in einer Kurve nach Norden schwenkt. Es handelt sich um eine von drei Ausgrabungsstätten von Tholosgräbern rund um die antike Stätte von Leben. Die beiden anderen sind Papoura (Παπούρα) nordöstlich von Dytiko (Koordinaten: 34° 55′ 59,4″ N, 24° 54′ 58,6″ O) und Zervos (Ζερβός) nordöstlich von Lendas (Koordinaten: 34° 56′ 7,8″ N, 24° 56′ 0,8″ O). Die Tholosgräber werden entsprechend durchnummeriert als Lebena I und Lebena Ia (Papoura), Lebena II und Lebena IIa (Gerokambos) und Lebena III (Zervos). Die Grabstätten wurden von der frühminoischen bis in die mittelminoische Zeit genutzt. Zugehörige Siedlungsreste konnte nicht gefunden werden.

### Strukturen

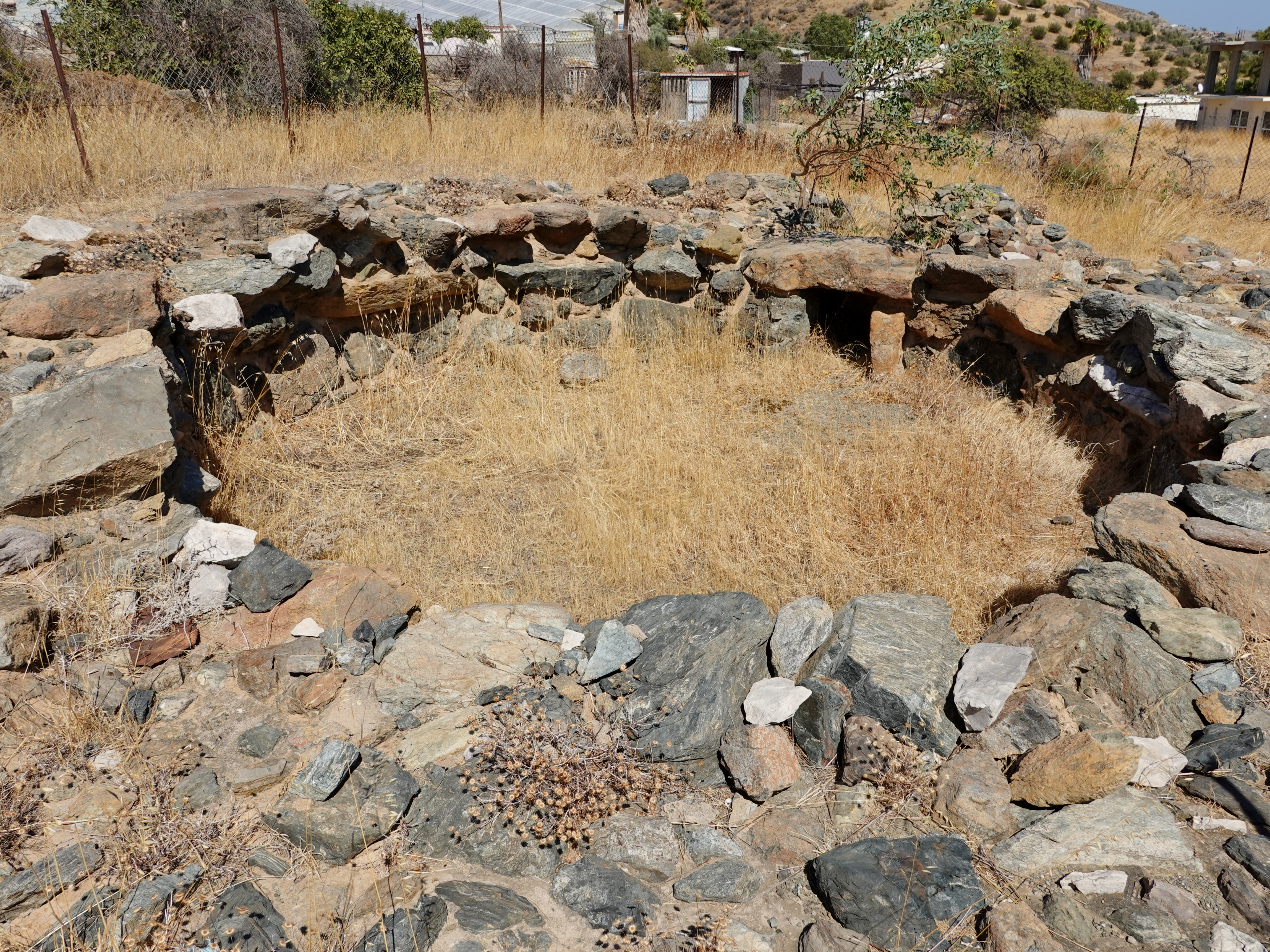
Tholosgrab Lebena II

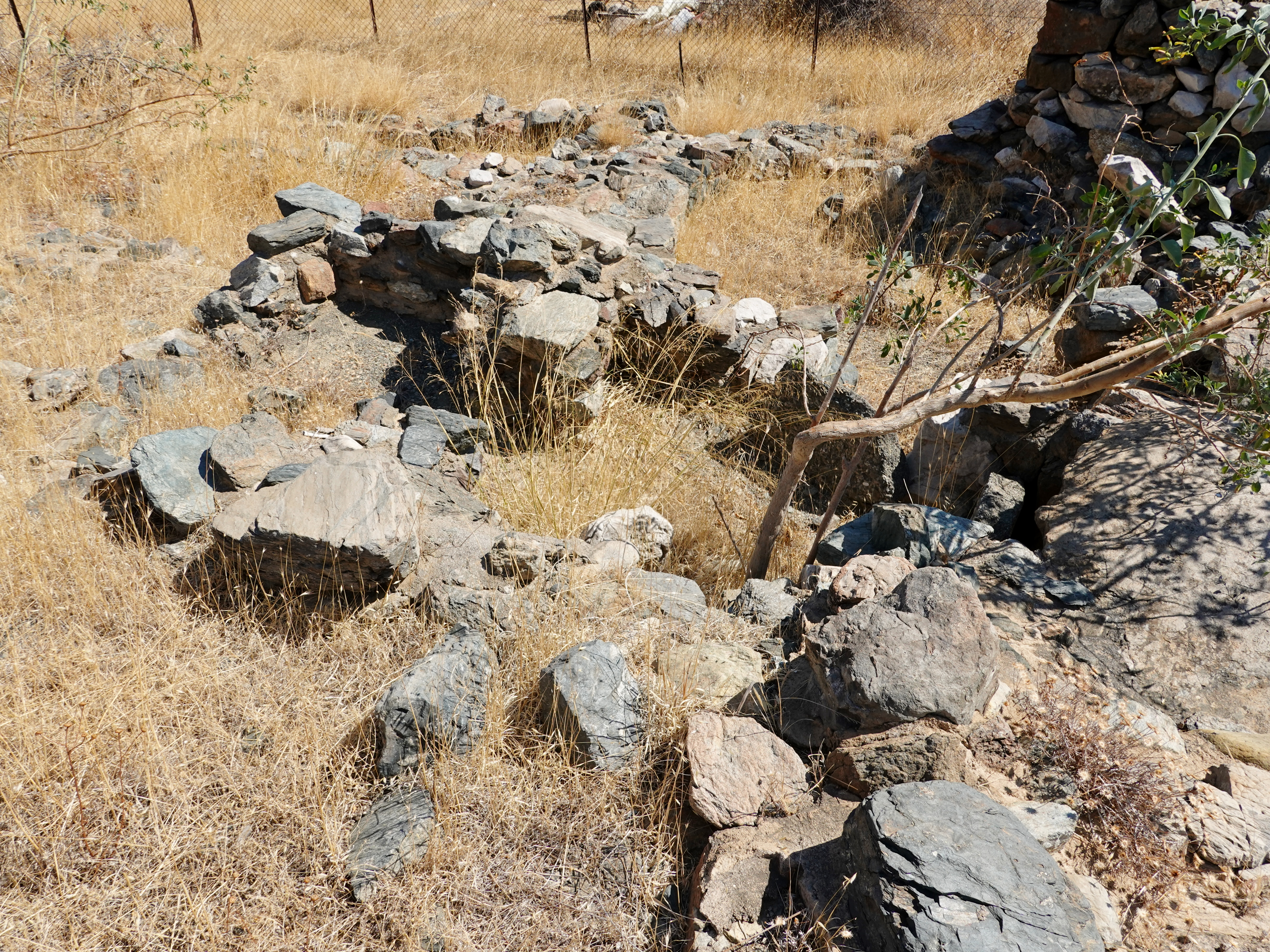
Räume Μ (links) und Α (rechts)

Die heute eingezäunte Grabanlage von Gerokambos wurde 1958, 1959 und 1960 von Stylianos Alexiou ausgegraben. Die Analyse der Fundestücke erfolgte 2004 gemeinsam mit Peter Warren von der Universität Bristol. Bei den Tholosgräbern von Gerokambos handelt es sich um zwei aneinandergrenzende Rundgräber unterschiedlicher Größe, an die vier Räume angebaut waren. Das mit einem Innendurchmesser von 5,10 bis 5,15 Meter größere der beiden Rundgräber, Lebena II, ist die älteste Struktur. Die untere Fundschicht wurde in die frühminoische Zeit FM I datiert. Darüber lagen in einer regelmäßigen Reihe Steinblöcke, die offensichtlich von einem Deckeneinsturz stammten. Auf ihnen erfolgten in den früh- und mittelminoischen Phasen FM II bis MM I A weiterhin Bestattungen in dem reparierten Grab.

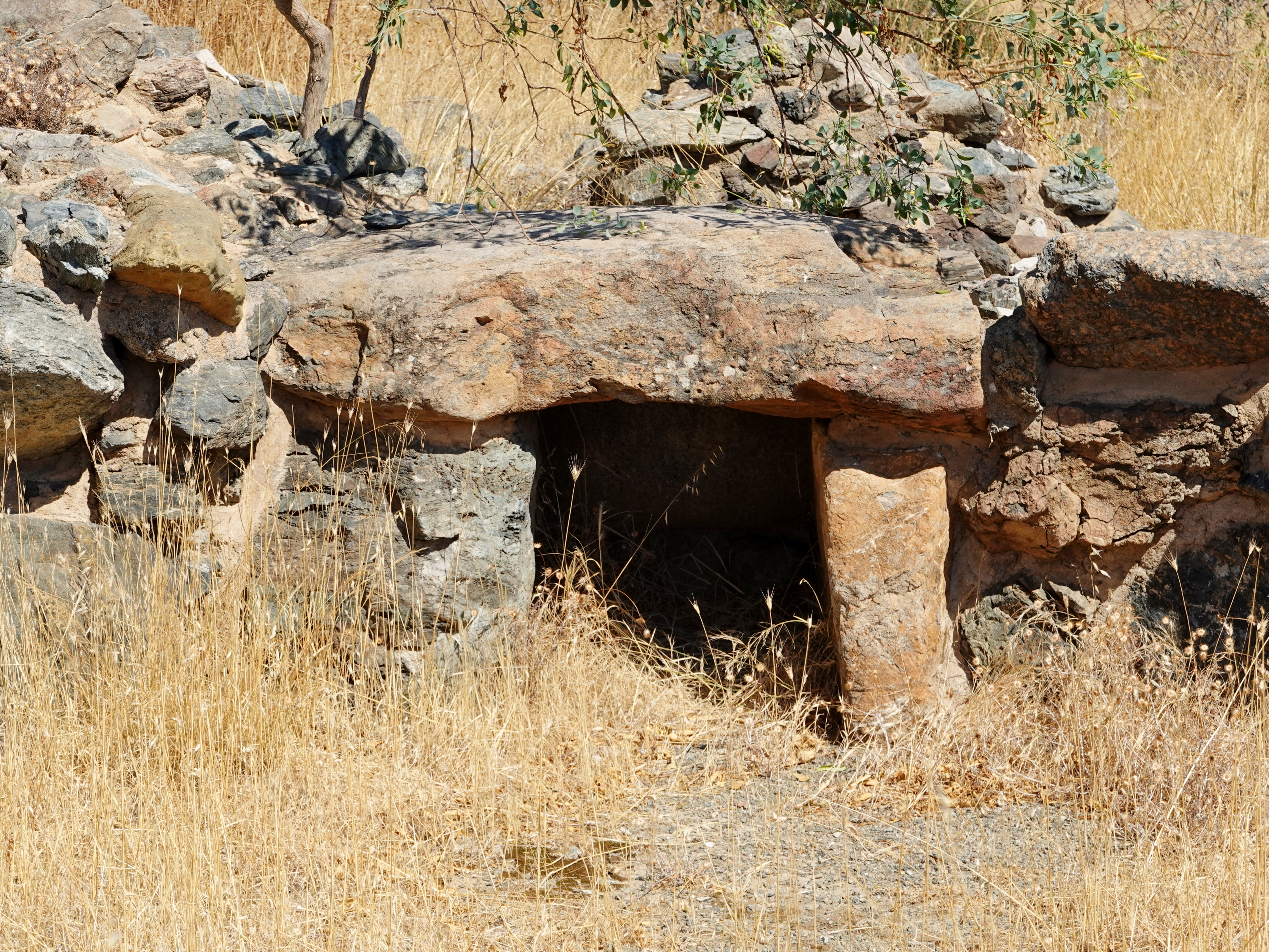
Grabeingang von Lebena II

Nach Alexiou weisen der runde Grundriss des Grabes Lebena II, die Wandstärke von 1,9 Meter, die Innenneigung der bis auf eine Höhe von 1,6 Meter noch vorhandenen Außenwand, die Tatsache, dass im Inneren auf großen Scheiterhaufen die Reste älterer Bestattungen verbrannt wurden, um Platz für neue Bestattungen zu schaffen, sowie Beobachtungen zur Lage der hinabgestürzten Steinblöcke darauf hin, dass das Grab nach oben von einem Kraggewölbe aus Trockenmauerwerk gedeckt war. Der erhaltene, 0,64 Meter hohe und 0,60 Meter breite Trilith-Eingang des Grabes, der oben etwas schmaler ist als unten, liegt an der Ostseite.

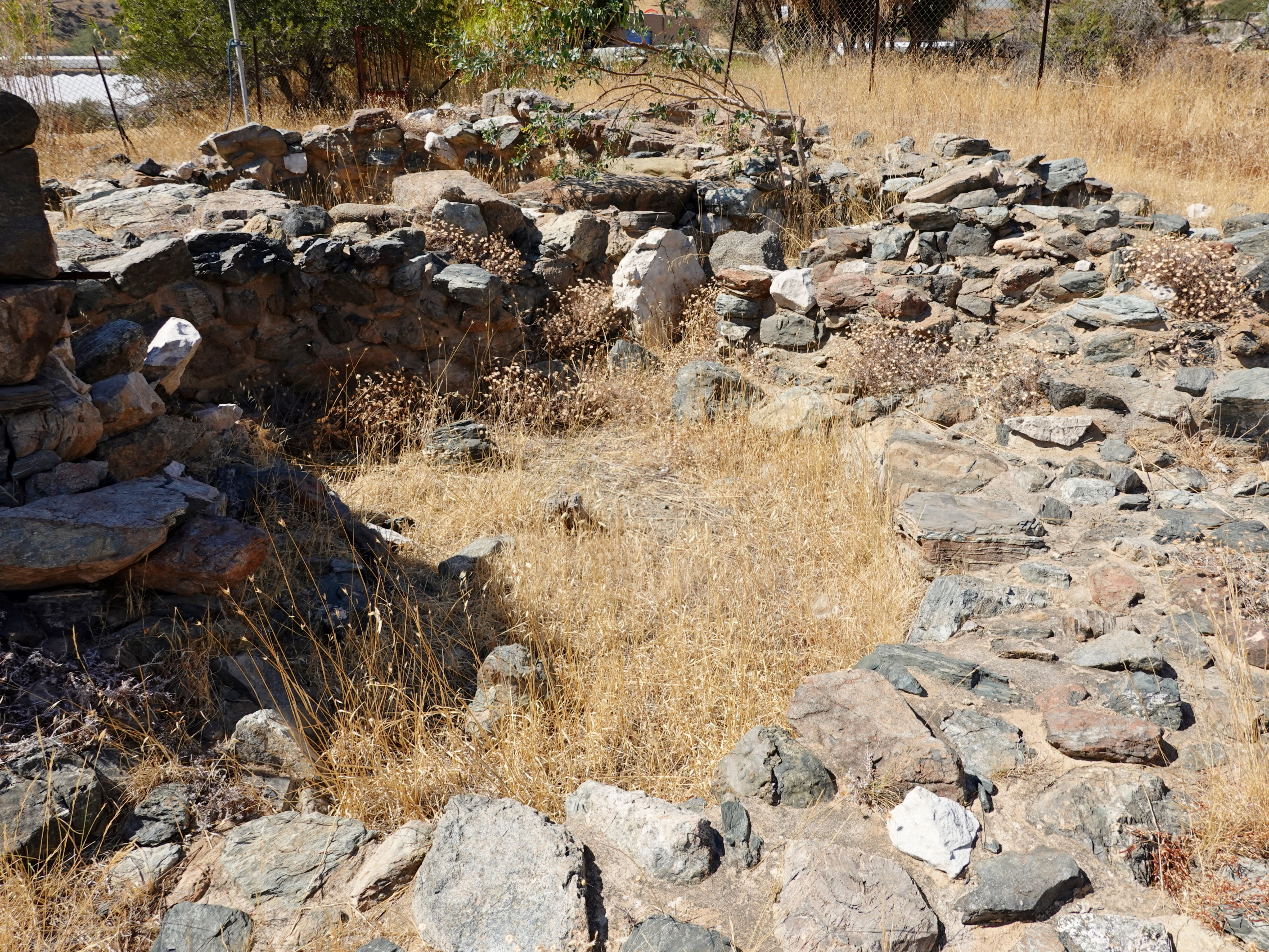
Tholosgrab Lebena IIa

An der Südostseite von Lebena II schließt sich das kleinere und jüngere, wahrscheinlich aus der frühminoischen Phase FM II A stammende Rundgrab Lebena IIa an. Es hat einen Innendurchmesser von 3,30 bis 3,40 Meter und ist an der Südwestseite durch einen neuzeitlichen Bau teilweise gestört, so dass eine Ausgrabung dort nicht möglich war. Die Stärke der Grabwand beträgt 1,00 Meter, an ihrer höchsten Stelle ist sie bis auf 1,15 Meter erhalten. Der Eingang zum Grab Lebena IIa wurde nicht gefunden. Die Ausgräber halten es für wahrscheinlich, dass er sich im Norden, neben dem Eingang zum Nachbargrab Lebena II, befand. Möglich ist auch ein südwestlicher Eingang, an der Stelle, wo das Grab durch das neuzeitliche Gebäude überdeckt ist. Wie Lebena II hatte auch Lebena IIa ein Kraggewölbedach. In der Mitte des Grabes fand man zwei Steine, die wie Herdsteine positioniert waren. Dort gab es eine Brandschicht menschlicher Überreste, die von Sand überdeckt wurde, wie der Boden des gesamten Grabes. Alle Funde unter der Sandschicht konnten der Phase FM II (A und B), die darüber den Phasen FM III bis MM I A zugeordnet werden.

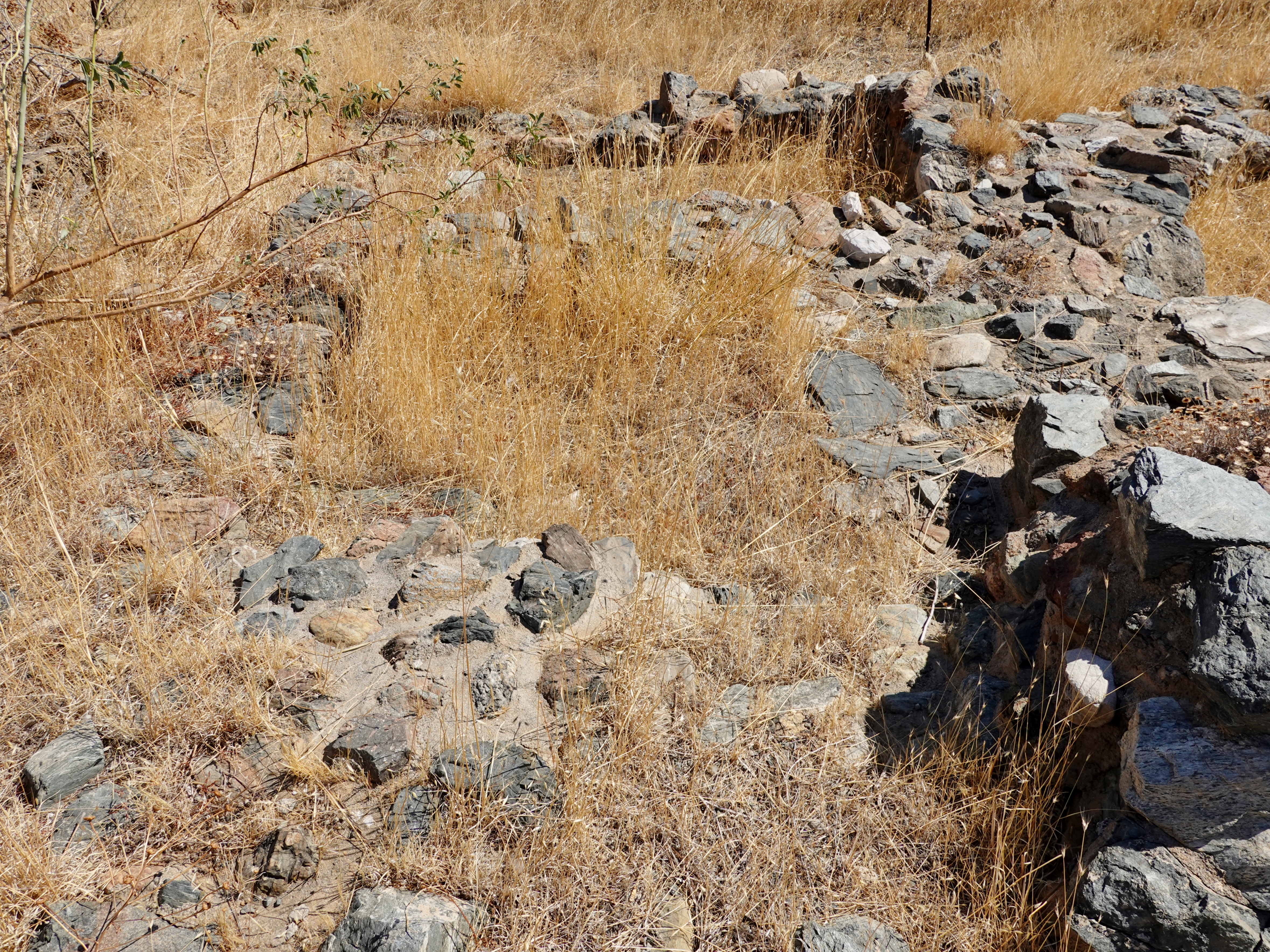
Räume ΑΝ (vorn) und Δ (hinten)

Die östlich an Grab Lebena IIa angrenzenden Räume ΑΝ und Δ entstanden in der Phase FM II, etwa gleichzeitig mit dem kleineren Rundgrab von Gerokambos. Raum ΑΝ misst 1,70 × 1,45 Meter, der sich südlich anschließende Raum Δ 2,60 × 1,65 Meter. In Raum ΑΝ gab es zwei Bänke, eine im Westen, die andere in der nordöstlichen Ecke. Einen großen flachen Stein interpretierte Alexiou als Opfertisch. Er wies auf die Ähnlichkeit des Raumes mit späteren minoischen Schreinen hin. Die Funde der untersten Schicht wurden in die Phase FM II B datiert, die aus der oberen Ebene stammen, wie die aus Grab Lebena IIa, aus den Phasen FM III bis MM I A. Auch in Raum ΑΝ wurde eine Brandschicht festgestellt. Wie Raum ΑΝ hatte auch der größere Raum Δ keinen ebenerdigen Eingang. In ihm befanden sich viele menschliche Knochen und Grabbeigaben, aber wenig Gefäße. Aus diesem Grund konnte der Raum nicht anhand der Keramik datiert werden. Sein Alter wird deshalb über Raum ΑΝ geschätzt, mit dem er aus architektonischer Sicht verbunden ist. Östlich von Raum Δ gibt es Spuren eines weiteren Raumes, von dessen Wänden kaum etwas erhalten ist. Ein gemeinsames Baudatum mit den Räumen ΑΝ und Δ ist wahrscheinlich.
Östlich von Grab Lebena II, nordöstlich von Lebena IIa und nordwestlich von Raum ΑΝ liegen die kleinen Räume Α und Μ. Beides sind spätere Anbauten, wobei Raum Α direkt dem Trilith-Eingang zum Grab Lebena II vorgesetzt wurde. Zwischen den auf einer etwas höher gelegenen Ebene als der Grabboden angelegten Räume Α und Μ bestand eine einen halben Meter breite Verbindung, die zum Zeitpunkt der Ausgrabung von einer Steinplatte verschlossen war. Während in Raum Α menschliche Knochen, Tierknochen sowie grifflose Becher aus der mittelminoischen Phase MM I A gefunden wurden, enthielt Raum Μ lediglich henkellose Tassen und einen Krug. Alexiou vermutete deshalb, dass Raum Μ nur als Bereich für Opfergaben an die Toten diente.

### Funde

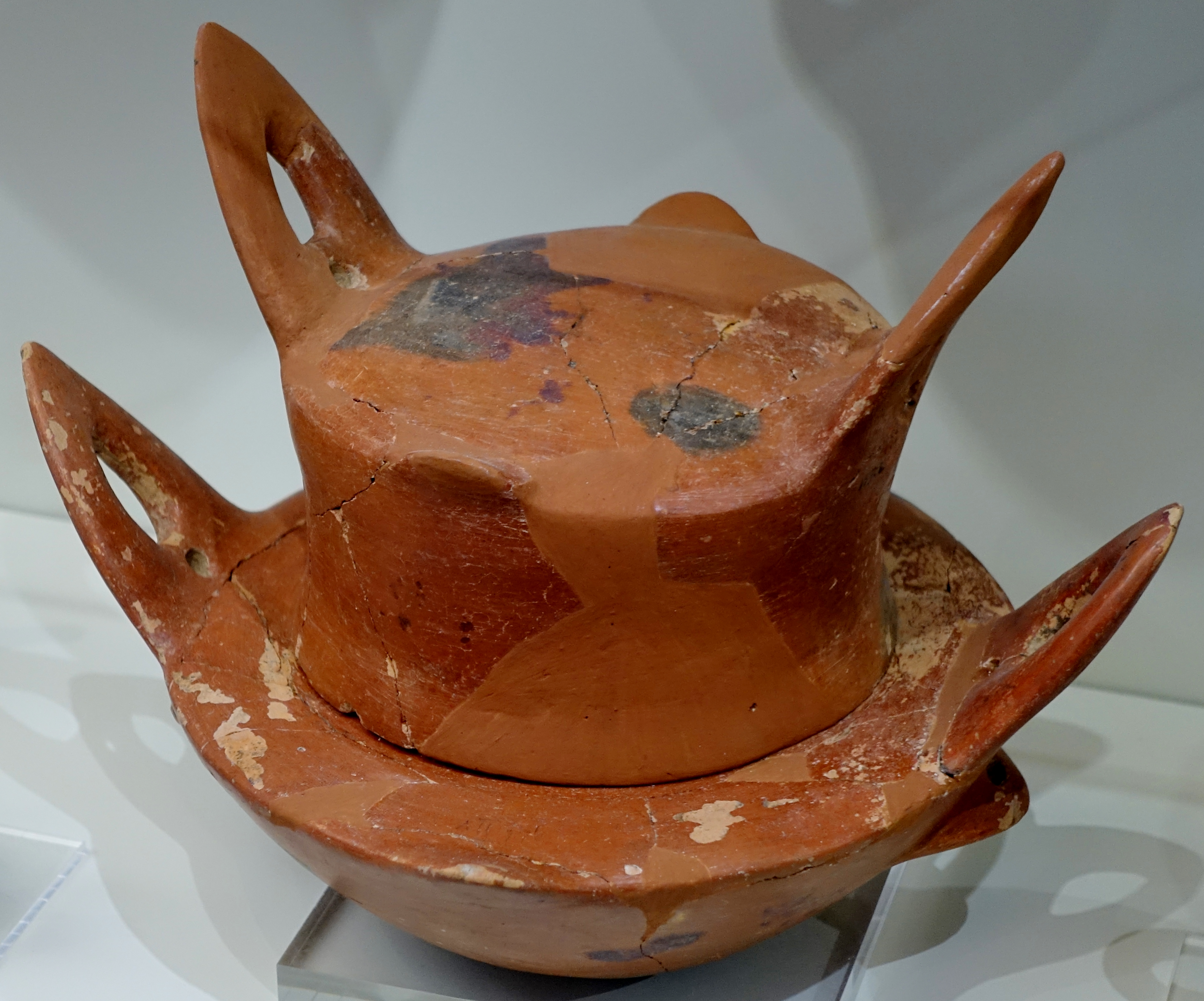
Tonvase im Agios-Onouphrios-Stil (2800–2500 v. Chr.)

Im Grab Lebena II, dem größeren und älteren der beiden Tholosgräber, waren die Toten bewegt worden, um Platz für neue Bestattungen zu schaffen. Daher ist es nicht möglich, die ursprüngliche Platzierung der Leichen im Grab zu rekonstruieren. Zudem wurde es in der Mitte, möglicherweise in der Antike, geplündert. Andere Bereiche waren durch die Steinblöcke des Deckeneinsturzes vor Plünderungen geschützt. Von vielen Gefäßen mit Deckeln waren letztere entfernt, damit die Toten darin enthaltene Gaben, wie Oliven, Kleintiere, Vögel und Schnecken, symbolisch trinken und essen konnten. Insgesamt fanden sich 959 Töpfe und 2253 Teile von Töpfen, von Hand und nicht auf einer Töpferscheibe geformt sowie mit FM I-, FM II- und MM I A-Stilen dekoriert. Eine große Anzahl gefundener Pyxiden enthielt wahrscheinlich aromatische Flüssigkeiten, wie Parfüms.
Aus der FM I-Ebene des Grabes Lebena II stammen Kykladenidole, Halsketten aus Tonperlen sowie zylindrischen Perlen aus Steatit, zwei Bronzedolche, ein grünes Chloritsiegel und Vasen im Agios-Onouphrios-Stil. Aus den Phasen FM II bis MM I A stammen drei Bronzedolche, Steinvasen aus grünem Chloritschiefer, ein Anhänger, ein Ring aus grauem Steatit und 18 Siegel aus verschiedenen Materialien, wie Elfenbein, Chlorit, Serpentin und Steatit. Ein ägyptischer Skarabäus wurde ebenfalls entdeckt. Aus 1138 Perlen konnten 14 Halsketten rekonstruiert werden. Daneben fand man 124 Objekte aus Obsidian, darunter 115 prismatische Klingen.
Das kleinere Tholosgrab Lebena IIa enthielt in der unteren Ebene, unter der Sandschicht, 25 Gefäße, darunter eine Pyxis, Tassen im Vassiliki-Stil, sieben Siegel (alle auf FM II datiert), einige Obsidianstücke und einen Dolch. In der Schicht oberhalb des in das Grab eingebrachten Sandes fanden sich 31 Gefäße aus den Phasen FM III bis MM I A, zwei Fußamulette, fünf Siegel, davon eines aus Elfenbein, 200 Perlen aus Chlorit, Serpentin und Steatit, die zu sechs Halsketten zusammengesetzt werden konnten, und einen ägyptischer Skarabäus. Dieser konnte der 11. Dynastie des frühen Mittleren Reiches zugeordnet werden. Der Skarabäus stellt einen wichtigen Hinweis für die Synchronisierung der Phasen der minoischen Kultur mit der altägyptischen Chronologie dar.
Die angebauten vier Räume waren unterschiedlich befüllt. Neben den bereits genannten grifflosen Bechern aus Raum Α, den handlosen Tassen und dem Krug aus Raum Μ konnten in Raum ΑΝ insgesamt 119 Gefäße und Scherben von 524 weiteren Gefäßen geborgen werden. Sie stammen aus den Phasen FM II B über FM III bis MM I A. Der Raum Δ enthielt vor allem viele menschliche Knochen. Außerdem wurden in ihm 18 Gefäße, Scherben von mindestens 77 weiteren Gefäßen, 17 Perlen aus verschiedenen Materialien und drei Steinvasen gefunden. Versuche, die Keramikfunde aus Raum Δ für die Datierung des Raumes zu nutzen, erwiesen sich nicht als schlüssig.